# Joppa minor
Joppa minor là một loài tò vò trong họ Ichneumonidae.